# Danh sách tập phim Về chuyện tôi chuyển sinh thành Slime
Tensei Shitara Slime Datta Ken là một bộ anime truyền hình năm 2018 dựa trên loạt light novel cùng tên được viết bởi Fuse. Bộ phim kể về một người đàn ông bị giết và tái sinh tại một thế giới khác dưới hình dáng của một con slime tên Rimuru. Anime do xưởng phim 8-Bit sản xuất và Yasuhito Kikuchi đạo diễn, với Atsushi Nakayama là trợ lý đạo diễn, Ryouma Ebata thiết kế nhân vật và Takahiro Kishida thiết kế các quái vật. Elements Garden sáng tác phần nhạc hiệu cho anime. Anime bắt đầu chiếu từ 2 tháng 10 năm 2018 cho đến tháng 9 năm 2021 trên Tokyo MX và các kênh khác. Bộ anime được Crunchyroll và Funimation phát sóng bên ngoài khu vực châu Á. Seri dự kiến có 25 tập. Một tập original animation DVD được dự kiến phát hành vào 29 tháng 3 năm 2019 đính kèm với tập manga thứ 11, nhưng bị hoãn tới tháng 12 năm 2019 nên được đính kèm với tập manga thứ 13.
Nhạc mở đầu của phim "Nameless Story" (Câu chuyện không tên) trình bày bởi Takuma Terashima, và nhạc kết thúc phim "Another Colony" (Một thuộc địa khác) trình bày bởi True. Nhạc mở đầu thứ hai là "Megurumono" (メグルモノ) trình bày bởi Takuma Terashima, và nhạc kết thúc thứ hai là "Little Soldier" (リトルソルジャー Ritoru Sorujā) (Người lính nhỏ) trình bày bởi Azusa Tadokoro.
Mùa thứ 2 của bộ phim được công bố vào tháng 3 năm 2019, ban đầu dự kiến lên sóng vào tháng 10 năm 2020, nhưng bị dời sang tháng 1 năm 2021 do ảnh hưởng của đại dịch Covid-19 tại Nhật Bản. Nửa đầu của mùa 2 lên sóng từ ngày 12 tháng 1 đến ngày 30 tháng 3 năm 2021. Nửa còn lại phát sóng từ ngày 6 tháng 7 (ban đầu là tháng 4 nhưng cũng bị dời vì lí do tương tự) đến ngày 21 tháng 9 năm 2021
Giữa 2 phần của mùa 2, một anime spin-off mang tên Tensura Nikki: Tensei shitara Slime datta Ken (転スラ日記: 転生したらスライムだった件 Tensura Nikki: Tensei shitara Suraimu datta Ken) được lên sóng từ ngày 6 tháng 4 đến ngày 22 tháng 6 năm 2021.

## Tổng quan
| Mùa | Mùa | Số tập | Số tập             | Phát sóng gốc       | Phát sóng gốc       |
| Mùa | Mùa | Số tập | Số tập             | Phát sóng lần đầu   | Phát sóng lần cuối  |
| --- | --- | ------ | ------------------ | ------------------- | ------------------- |
|     | 1   | 24     | 24                 | 5 tháng 10 năm 2018 | 22 tháng 3 năm 2019 |
|     | 2   | 24     | 12                 | 12 tháng 1 năm 2021 | 30 tháng 3 năm 2021 |
| 12  | 2   | 24     | 6 tháng 7 năm 2021 | 21 tháng 9 năm 2021 |                     |

## Mùa 1 (2018–2019)
| Tập  | Tựa đề                                                                                  | Ngày phát sóng    |
| ---- | --------------------------------------------------------------------------------------- | ----------------- |
| 1    | "Bạo Phong Long Veldora" "Boufuu Ryuu Verudora" (「暴風竜ヴェルドラ」)                  | 2 tháng 10, 2018  |
| 2    | "Gặp gỡ bầy Yêu tinh" "Goburin-tachi to no Deai" (「ゴブリンたちとの出会い」)           | 9 tháng 10, 2018  |
| 3    | "Chiến đấu ở làng Yêu tinh" "Goburin Mura de no Tatakai" (「ゴブリン村での戦い」)       | 16 tháng 10, 2018 |
| 4    | "Tại vương quốc của Người lùn" "Dowāfu no Ōkoku nite" (「ドワーフの王国にて」)          | 23 tháng 10, 2018 |
| 5    | "Gazel Dwargo - Vị vua anh hùng" "英雄王 ガゼル・ドワルゴ" (「暴風竜ヴェルドラ」)       | 30 tháng 10, 2018 |
| 6    | "Shizu" (「シズ」)                                                                      | 6 tháng 11, 2018  |
| 7    | "Kẻ chi phối Hỏa Diễm" "Bakuen no Shihai-sha" (「爆炎の支配者」)                        | 13 tháng 11, 2018 |
| 8    | "Ý chí kế thừa" "Uketsugareru Omoi" (「受け継がれる想い」)                              | 20 tháng 11, 2018 |
| 9    | "Tộc Orge tấn công" "Ōga no Shūgeki" (「大鬼族の襲撃」)                                 | 27 tháng 11, 2018 |
| 10   | "Chúa tể Orc" "Ōku Rōdo" (「オークロード」)                                             | 4 tháng 12, 2018  |
| 11   | "Gabiru xuất hiện" "Gabiru Sanjō!" (「ガビル参上！」)                                   | 11 tháng 12, 2018 |
| 12   | "Bánh răng bị lệch" "Kuruiyuku Haguruma" (「狂いゆく歯車」)                             | 18 tháng 12, 2018 |
| 13   | "Đại chiến" "Dai Gekitotsu" (「大激突」)                                                | 25 tháng 12, 2018 |
| 14   | "Kẻ nuốt chửng tất cả" "Subete o Kurau Mono" (「全てを喰らう者」)                       | 8 tháng 1, 2019   |
| 15   | "Liên minh rừng Jura" "Jura no Mori Dai Dōmei" (「ジュラの森大同盟」)                   | 15 tháng 1, 2019  |
| 16   | "Ma vương Milim tấn công" "Maō Mirimu Raishū" (「暴風竜ヴェルドラ」)                    | 22 tháng 1, 2019  |
| 17   | "Tập hợp lại" "Tsudōmono-tachi" (「集う物達」)                                          | 29 tháng 1, 2019  |
| 18   | "Ác ý lặng lẽ tiếp cận" "Shinobiyoru Akui" (「忍び寄る悪意」)                           | 5 tháng 2, 2019   |
| 19   | "Charybdis" "Bōfū taiyō uzu" (「暴風大妖渦」)                                           | 12 tháng 2, 2019  |
| 20   | "Yuuki Kagurazaka" "Yūki Kagurazaka" (「ユウキ・カグラザカ」)                           | 19 tháng 2, 2019  |
| 21   | "Học trò của Shizu" "Shizu-san no Oshiego-tachi" (「シズさんの教え子達」)               | 26 tháng 2, 2019  |
| 22   | "Phá giải mê cung" "Meikyū kōryaku" (「迷宮攻略」)                                      | 5 tháng 3, 2019   |
| 23   | "Linh hồn được cứu rỗi" "Sukuwareru tamashii" (「救われる魂」)                          | 12 tháng 3, 2019  |
| 24   | "Ngoại tuyện – Noir và mặt nạ" "Gaiden: Kuro to Kamen" (「外伝: 黒と仮面」)             | 19 tháng 3, 2019  |
| 24.5 | "Ngoại truyện – Nhật kí của Veldora" "Kanwa: Verudora Nikki" (「閑話: ヴェルドラ日記」) | 26 tháng 3, 2019  |

## Mùa 2 (2021)

### Phần 1
| Số tập tổng thể | Số tập theo mùa | Tựa đề                                                                                   | Ngày phát sóng   |
| --------------- | --------------- | ---------------------------------------------------------------------------------------- | ---------------- |
| 24.9            | 0               | "Ngoại truyện – Hinata Sakaguchi" "Kanwa: Hinata Sakaguchi" (「閑話：ヒナタ・サカグチ」) | 5 tháng 1, 2021  |
| 25              | 1               | "Những ngày bận rộn của Rimuru" "Rimuru no Isogashii Hibi" (「リムルの忙しい日々」)      | 12 tháng 1, 2021 |
| 26              | 2               | "Giao dịch với Vương quốc thú" "Jū Ōkoku to no Kōeki" (「獣王国との交易」)               | 17 tháng 1, 2021 |
| 27              | 3               | "Trở lại thiên đường" "Rakuen, Futatabi" (「楽園、再び」)                                | 26 tháng 1, 2021 |
| 28              | 4               | "Vương quốc Falmuth đầy mưu lược" "Bōryaku no Farumusu Ōkoku" (「謀略のファルムス王国」) | 2 tháng 2, 2021  |
| 29              | 5               | "Bản tấu khúc trước thiên hạ" "Saiyaku no Zensōkyoku" (「災厄の前奏曲」)                 | 9 tháng 2, 2021  |
| 30              | 6               | "Mỹ nhân hành động" "Ugokidasu Reijin" (「動き出す麗人」)                                | 16 tháng 2, 2021 |
| 31              | 7               | "Tuyệt vọng" "Zetsubō" (「絶望」)                                                        | 23 tháng 2, 2021 |
| 32              | 8               | "Hy vọng" "Kibō" (「希望」)                                                              | 3 tháng 2, 2021  |
| 33              | 9               | "Đánh cược tất cả" "Subete o Kakete" (「全てを賭けて」)                                  | 9 tháng 3, 2021  |
| 34              | 10              | "Megiddo" "Megido" (「神之怒)」)                                                         | 16 tháng 3, 2021 |
| 35              | 11              | "Ma vương ra đời" "Maō Tanjō" (「魔王誕生」)                                             | 23 tháng 3, 2021 |
| 36              | 12              | "Những kẻ tự do" "Tokihanatareshi Mono" (「解き放たれし者」)                             | 30 tháng 3, 2021 |

### Phần 2
| Số tập tổng thể | Số tập theo mùa | Tựa đề                                                                                 | Ngày phát sóng   |
| --------------- | --------------- | -------------------------------------------------------------------------------------- | ---------------- |
| 36.5            | 12.5            | "Tán gẫu: Nhật ký của Veldora 2" "Kanwa: Verudora Nikki Tsu" (「ヴェルドラ日記2」)     | 29 tháng 6, 2021 |
| 37              | 13              | "Những kẻ viếng thăm" "Otozureru Mono-tachi" (「訪れる者たち」)                        | 6 tháng 7, 2021  |
| 38              | 14              | "Hội đàm Người - Ma" "Jinma Kaidan" (「人魔会談」)                                     | 13 tháng 7, 2021 |
| 39              | 15              | "Tin báo của Ramiris" "Ramirisu no Shirase" (「ラミリスの報せ」)                       | 20 tháng 7, 2021 |
| 40              | 16              | "Cuộc họp náo nhiệt" "Kaigi wa Odoru" (「会議は踊る」)                                 | 27 tháng 7, 2021 |
| 41              | 17              | "Đêm trước ngày khai chiến" "Kaisen zen'ya" (会戰 前夜)                                | 3 tháng 8, 2021  |
| 42              | 18              | "Các đấng Ma vương" "Maō-tachi" (魔王たち)                                             | 10 tháng 8, 2021 |
| 43              | 19              | "Dấu hiệu khai tiệc" "Kaien no aizu" (開宴の合図)                                      | 17 tháng 8, 2021 |
| 44              | 20              | "Nơi định mệnh" "Innen no chi de" (因縁の地で)                                         | 24 tháng 8, 2021 |
| 45              | 21              | "Ngón trỏ Adalman" "Jishu no Adaruman" (示指のアダルマン)                              | 31 tháng 8, 2021 |
| 46              | 22              | "Đại tiệc Walpugris" "Maō-tachi no Utage ~Warupurugisu~" (魔王達の宴 ～ワルプルギス～) | 7 tháng 9, 2021  |
| 47              | 23              | "Cải tử hoàn sinh" "Kishikaisei" (起死回生)                                            | 14 tháng 9, 2021 |
| 48              | 24              | "Bát tinh Ma Vương" "Okutaguramu" (八星魔王)                                           | 21 tháng 9, 2021 |

## Tensura Nikki: Tensei shitara Suraimu datta Ken
| Tập | Tựa đề                                                                                               | Ngày phát sóng   |
| --- | --- | ---------------- |
| 1   | "Những vị chủ nhân của thành phố quái vật" "Mamono no Machi no Jūnin-tachi" (「魔物の町の住人たち」) | 6 tháng 4, 2021  |
| 2   | "Không khí mùa xuân" "Haru no Kūki to" (「春の空気と」)                                              | 13 tháng 4, 2021 |
| 3   | "Mùa hè ở Jura" "Jura no Natsu" (「ジュラの夏」)                                                     | 20 tháng 4, 2021 |
| 4   | "Một ngày mặc áo tắm" "Mizugi de Ichinichi" (「水着で一日」)                                         | 27 tháng 4, 2021 |
| 5   | "Tái hiện lễ hội mùa hè" "Saigen Natsu Matsuri" (「再現ナツマツリ」)                                 | 4 tháng 5, 2021  |
| 6   | "Giao mùa" "Utsuroikawaru" (「うつろいかわる」)                                                      | 11 tháng 5, 2021 |
| 7   | "Ma vương đến rồi đấy nhé!" "Maō ga Kita!" (「魔王が来た！」)                                        | 18 tháng 5, 2021 |
| 8   | "Mùa thu trái chín" "Minori no Aki" (「みのりの秋」)                                                 | 25 tháng 5, 2021 |
| 9   | "Mùa đông ghé thăm" "Fuyu no Otozure" (「冬のおとずれ」)                                             | 1 tháng 6, 2021  |
| 10  | "Tuyết phủ trắng thành phố quái vật" "Mamono no Machi no Yukigeshō" (「魔物の町の雪化粧」)           | 8 tháng 6, 2021  |
| 11  | "Ông già Nô-en đang ở đâu?" "Santa Kurōsu wa Doko ni Iru" (「サンタクロースはどこにいる」)           | 15 tháng 6, 2021 |
| 12  | "Năm mới là phải no bụng đó nha!" "Shōgatsu o Mankitsu" (「正月を満喫」)                             | 22 tháng 6, 2021 |